# Bagnall
Bagnall är en civil parish i Storbritannien.   Den ligger i grevskapet Staffordshire och riksdelen England, i den södra delen av landet, 220 km nordväst om huvudstaden London. Antalet invånare är 765. Arean är 7,6 kvadratkilometer.
Terrängen i Bagnall är platt.